# Мейтленд (річка, Онтаріо)
Річка Мейтленд — річка в округах Гурон, Перт та Веллінґтон на південному заході Онтаріо, Канада. Річка протікає в басейні Великих озер і впадає в озеро Гурон біля міста Ґодрич. Її довжина становить 150 км, вона названа на честь сера Переґріна Мейтленда, віцегубернатора Верхньої Канади з 1818 до 1828 року. Раніше вона була відома як річка Менесетунґ.

## Течія
Річка бере початок у географічному містечку Артур у муніципалітеті Веллінґтон-Норт, округ Веллінґтон. Вона тече на захід до муніципалітету Мінто та його головного центру, громади Гаррістон, з потрійним перетином шосе Онтаріо 9, шосе Онтаріо 23 та шосе Онтаріо 89. Річка й далі тече на захід до муніципалітету Говік, округ Гурон, де вона проходить через дві невеликі греблі, у Ґоррі (обслуговується Управлінням охорони природи долини Мейтленд) та у Вроксетері (обслуговується громадою), протікає через муніципалітет Морріс-Тернберрі та досягає громади Вінґем у муніципалітеті Норт-Гурон, де вона проходить через греблю та приймає ліву притоку річку Міддл-Мейтленд. Потім річка повертає на південний захід та входить до муніципалітету Ешфілд-Колборн-Ваванош. Від громади Оберн до Ґодрича річка утворює межу між Ешфілд-Колборн-Ваванош та муніципалітетом Центральний Гурон. Річка далі тече на південний захід, приймає ліву притоку річку Саут-Мейтленд, повертає на північний захід і досягає свого гирла в озері Гурон біля міста Ґодрич.

## Природна історія

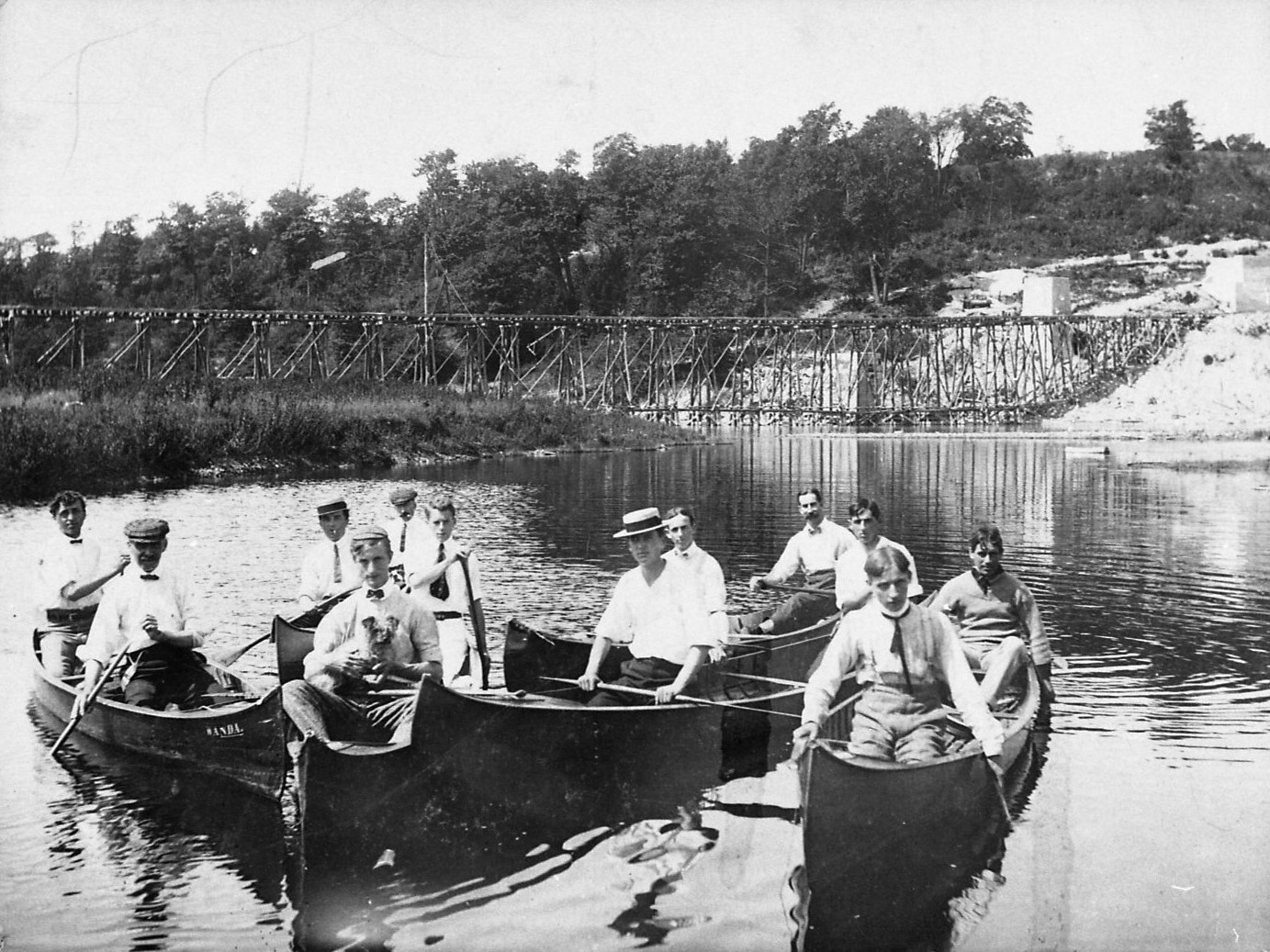
Прогулянки на каное по річці Мейтленд, 1906 рік

У нижній частині річки Мейтленд (до Вінґема) відбувається захід на нерест форелі та лосося, а також тут мешкає кілька видів, що перебувають під загрозою зникнення, зокрема змія Regina septemvittata, молюск Lampsilis fasciola та дерево горіх сірий, а також кілька видів, характерних для т. зв. Каролінських лісів, зокрема горіх Carya cordiformis, платан західний, виноград Vitis aestivalis та трав'яниста рослина Arisaema dracontium.

## Притоки
- Цеметері-Крік (ліва)
- Шарпс-Крік (права)
- Гопкінс-Крік (ліва)
- Річка Саут-Мейтленд (ліва)
- Блайт-Брук (ліва)
- Белґрейв-Крік (ліва)
- Річка Мідл-Мейтленд (ліва)
- Річка Літтл-Мейтленд
- Лейклет-Крік (права)
- Сейлем-Крік (права)